# Hospital Records
Hospital Records is een Brits onafhankelijk platenlabel. Het werd in 1996 opgericht door Tony Colman, alias London Elektricity, en Chris Goss.
Hospital Records heeft onder andere deze artiesten gelabeld: High Contrast, Netsky, London Elektricity, Danny Byrd, Camo & Krooked, B-complex, Logistics, Nu:Tone en Cyantific.
Vanuit het hoofdkwartier in Forest hill in zuidelijk Londen beheren ze ook het label Med School, waarop meer experimentele muziek uitkomt. Ook beheren ze de uitgeverij "Songs In The Key Of Knife" en de wereldwijde "Hospitality" feesten.

## Artiesten
- Camo & Krooked
- Danny Byrd
- Fred V & Grafix
- High Contrast
- Hugh Hardie
- Keeno
- Krakota
- Logistics
- London Elektricity
- Lynx
- Maduk
- Metrik
- Netsky
- Nu:Tone
- Reso
- S.P.Y
- Urbandawn

## Albums
- 1999 : London Elektricity – Pull the Plug
- 2002 : High Contrast – True Colours
- 2003 : London Elektricity – Billion Dollar Gravy
- 2004 : High Contrast – High Society
- 2005 : Nu:Tone – Brave Nu World
- 2005 : London Elektricity – Power Ballads
- 2006 : Cyantific – Ghetto Blaster
- 2006 : London Elektricity – Live at the Scala
- 2006 : Q-Project – Renaissance Man
- 2006 : Logistics – Now More Than Ever
- 2007 : Nu:Tone – Back of Beyond
- 2007 : High Contrast- Tough Guys Don't Dance
- 2008 : Logistics – Reality Checkpoint
- 2008 : Danny Byrd – Supersized
- 2008 : London Elektricity – Syncopated City
- 2009 : Mistabishi – Drop
- 2009 : High Contrast – Confidential
- 2009 : Various Artists – Sick Music
- 2009 : Logistics – Crash, Bang, Wallop
- 2009 : Various Artists – Future Sound of Russia
- 2010 : Various Artists – Sick Music 2
- 2010 : Netsky – Netsky
- 2010 : Danny Byrd – Rave Digger
- 2011 : Nu:Tone – Words and Pictures
- 2011 : Nu:Tone – Words And Pictures (Instrumentals And Accapellas)
- 2011 : London Elektricity – Yikes!
- 2011 : Camo & Krooked – Cross The Line
- 2012 : High Contrast - The Agony & The Ecstasy
- 2012 : Logistics - Fear Not
- 2012 : Netsky - 2
- 2012 : S.P.Y - What The Future Holds
- 2012 : Various Artists - Sick Music 3
- 2013 : Danny Byrd - Golden Ticket
- 2013 : Rawtekk - Sprouted And Formed
- 2013 : Lung - Wait Less Suspense
- 2013 : Camo & Krooked - Zeitgeist
- 2013 : Etherwood - Etherwood
- 2014 : Various Artists - We Are 18
- 2014 : Royalston - OCD
- 2014 : Fred V & Grafix - Recognise
- 2014 : S.P.Y - Back to Basics Chapter One
- 2014 : Various Artists - Hospital Mixtape: Etherwood
- 2014 : Keeno - Life Cycle
- 2014 : Logistics - Polyphony
- 2014 : S.P.Y - Back to Basics Chapter Two
- 2014 : Metrik - Universal Language
- 2013 : Nu:Tone - Future History

## Hospitality
'Hospitality' is de wereldwijde naam voor Hospital Records evenementen. Drum and bass evenementen met artiesten van het label worden vaak aangeprezen als 'Hospitality' evenement, zoals 'Hospitality Brixton'.
In 2014 viert Hospital Records zijn 18e verjaardag. Het platenlabel is van plan om een aantal locaties opnieuw te bezoeken waar zij vroeger feesten organiseerden. Het eerste evenement was gepland voor 7 februari 2014 in Building Six op het 02 complex in Greenwich, Londen. Dit was vroeger de club Matter. Op 4 mei bezocht Hospitality de club Heaven in de buurt van Charing Cross station in het centrum van Londen.
Hospital Records heeft een aantal verzamelalbums uitgebracht in de loop der jaren onder de naam 'Hospitality' . De albums bevatten nummers, VIP- mixes en remixes van zowel artiesten van het label als artiesten buiten het label, zoals Genetic Bros, Cyantific, Sub Zero, en TC. Alle albums bevatten ongeveer 30 tracks, evenals een mix (gemixt door bekende dj's zoals Londen Elektricity, Stanza, en Tomahawk) met daarin alle tracks in het album.

## Podcast
Tony Colman is de host van de Hospital Records Podcast. Hij wordt af en toe vergezeld door een gast, soms een Hospital Records artiest of een opkomende drum and bass artiest. Tony draait vaak demo's van beginnende producers op de podcast. De podcast heeft ook de BT Digital Music Award for Best Podcast gewonnen in 2006, 2007 en 2008.

## Verwijzingen
1. ↑  http://www.hospitalitydnb.com/
2. ↑  https://web.archive.org/web/20140404050301/http://www.hospitalitydnb.com/2014/02/hospitality-london-2014/
3. ↑  BT Digital Music BT Digital Music Awards 2007 – All the winners